# Bukovské rybníčky
Bukovské rybníčky je přírodní památka u Třešti v okrese Jihlava. Oblast spravuje Krajský úřad Kraje Vysočina. Důvodem ochrany je rašeliniště s významnou květenou.